# Gerrit Lamberts

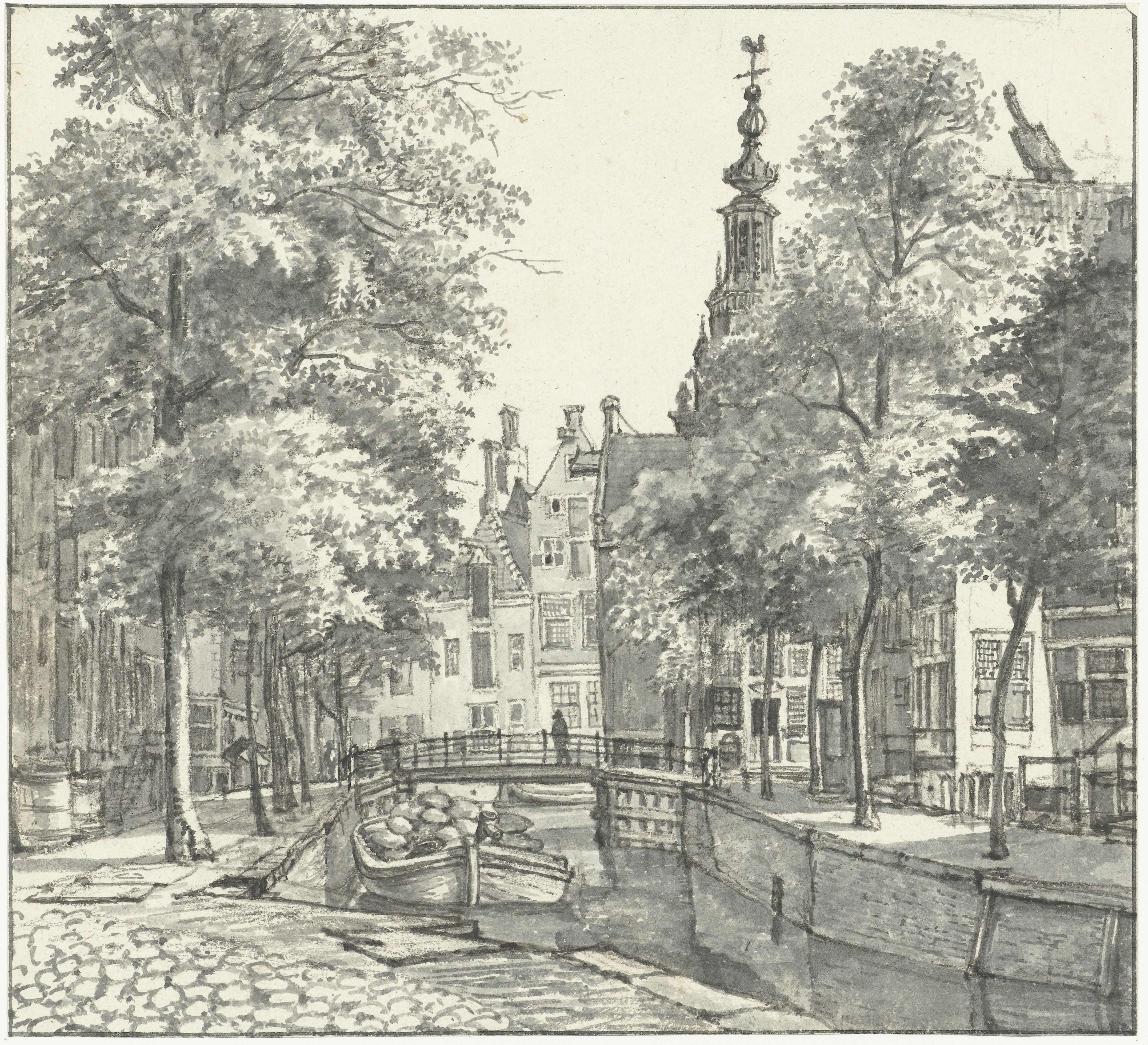
De Kromboomssloot (1817) door Gerrit Lamberts

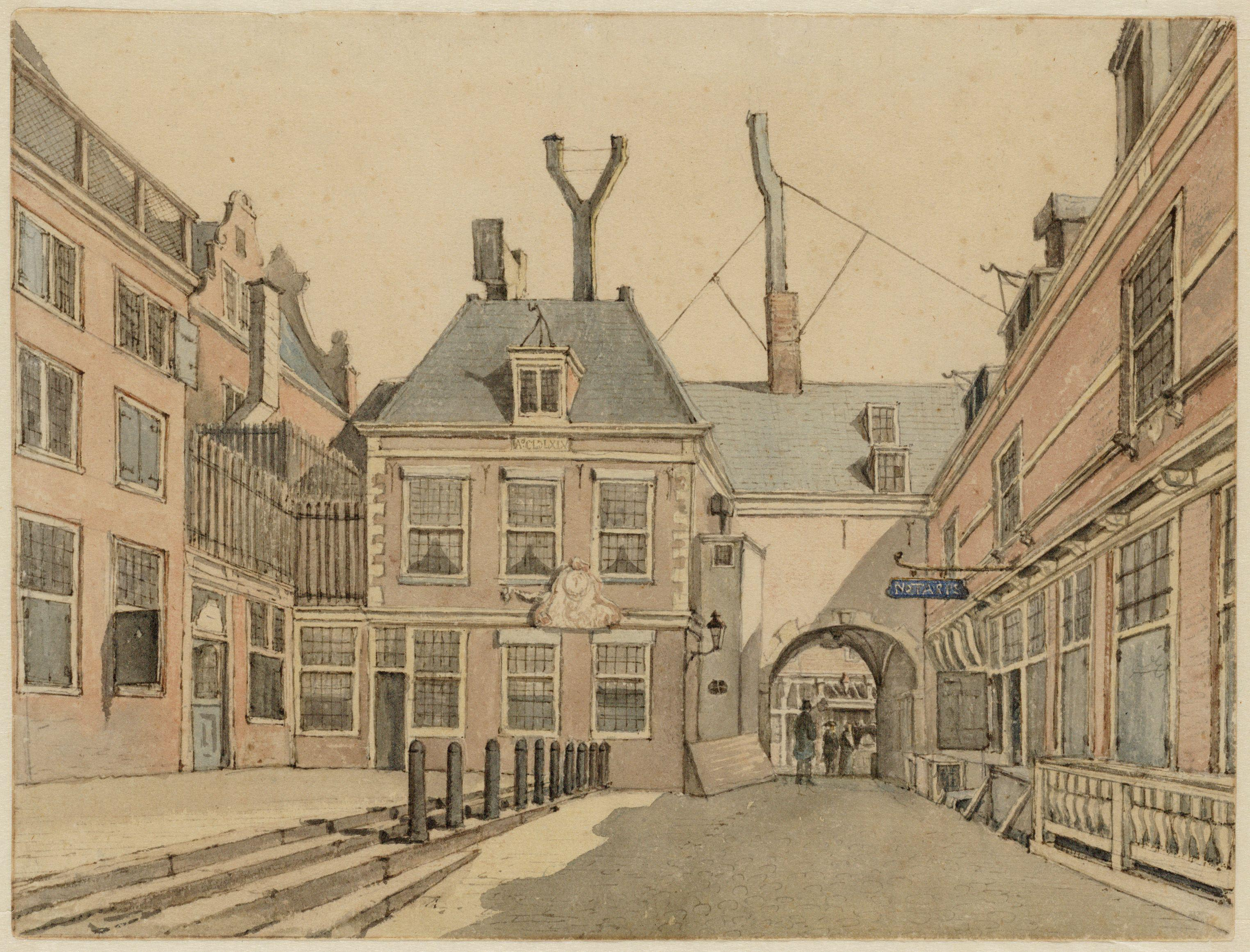
Beursplein / Rokin, Amsterdam, 1818

Gerrit Lamberts (Amsterdam, 19 oktober 1776 – aldaar, 16 april 1850) was een Amsterdams tekenaar in de eerste helft van van de 19de eeuw, en een van de belangrijkste chroniqueurs in beeld van het gewone Amsterdam van die dagen.

## Werkzaamheden
Aanvankelijk verdiende Lamberts zijn geld als papierverkoper. In 1793 nam hij de Amsterdamse boekhandel van zijn vader over. In 1800 kreeg hij een functie op het Stadhuis op de Dam als klerk. In 1805 trad hij in het huwelijk, maar zijn vrouw stierf vier jaar later. In 1809 werd hij toegelaten tot het Tekendepartement van Felix Meritis, waar hij enig kunstonderwijs volgde. Rond 1810 begon hij topografische tekeningen te maken, die hij verkocht aan verzamelaars. Vooral de stillere buurten, de binnenplaatsen en achtergrachtjes waren zijn onderwerp. Lamberts maakte het armoedige Amsterdam niet mooier dan het was. Hij tekende ook plaatsen buiten Amsterdam.

## Verzamelaars en atlas
Verzamelaars kochten in die tijd graag prenten van stadsdelen en hun geschiedenis die ze verzamelden in een 'atlas'. De Atlas Splitgerber, in het bezit van het stadsarchief van Amsterdam, bevat enkele prenten van Lamberts. In 1824 werd Lamberts als Eerste Opzichter benoemd in het Trippenhuis, toen nog Rijksmuseum, en begon zelf te verzamelen. Na de dood van de directeur van het Rijksmuseum Cornelis Apostool kon Lamberts zijn laatste jaren in het Trippenhuis wonen, omdat de opvolger van Apostool (Jan Willem Pieneman) zich daar niet wilde vestigen. Vanaf 1844 was Lambert doof en hij werd in toenemende mate hulpbehoevend. Hij is in 1850 vanuit het Trippenhuis begraven.
Zijn werk bevindt zich onder andere in de collecties van het Rijksmuseum Amsterdam, het Stadsachief Amsterdam en het Noord-Hollands Archief.

## Afbeeldingen

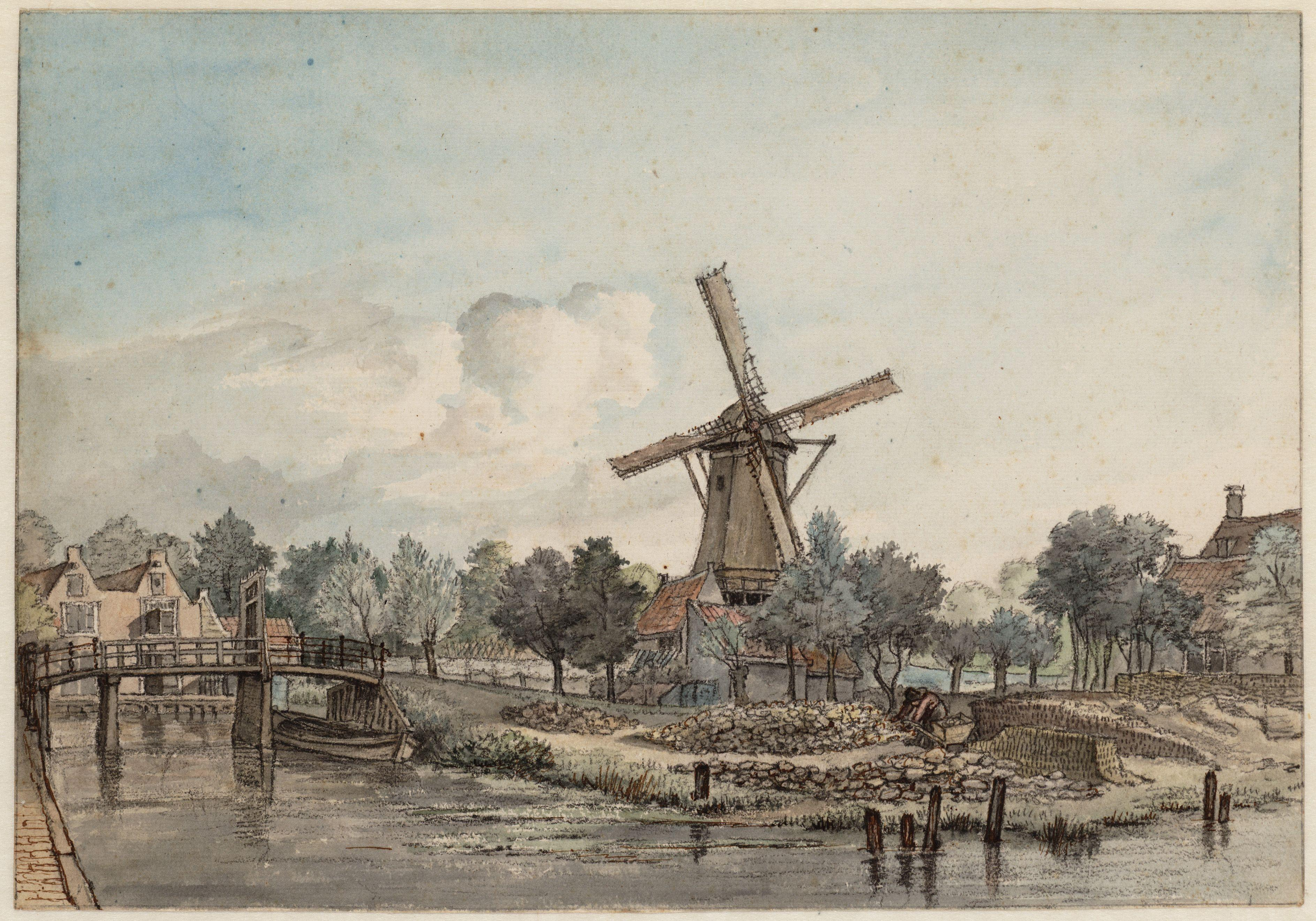
Vijzelgracht, 1816
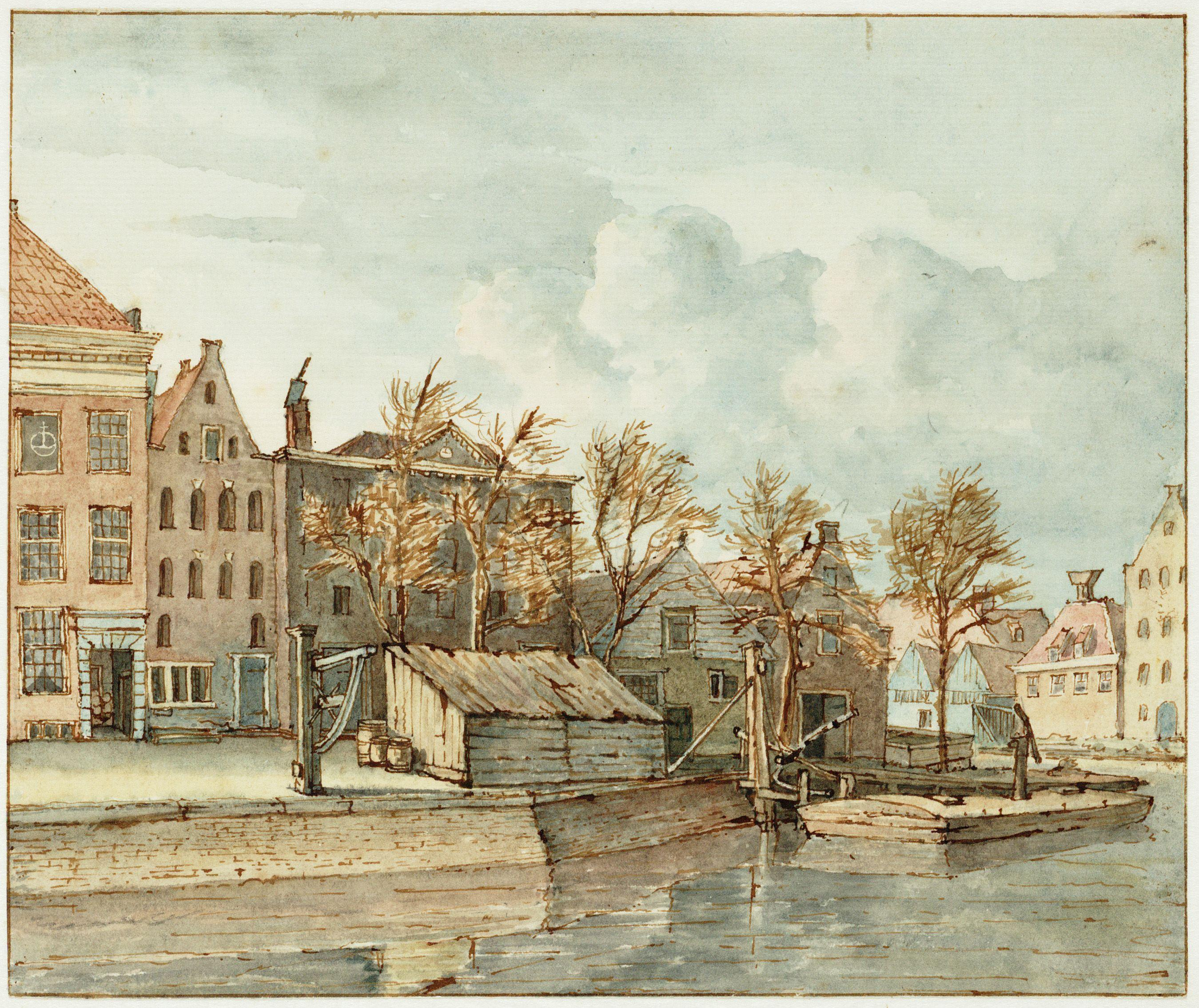
Uilenburgergracht, 1816
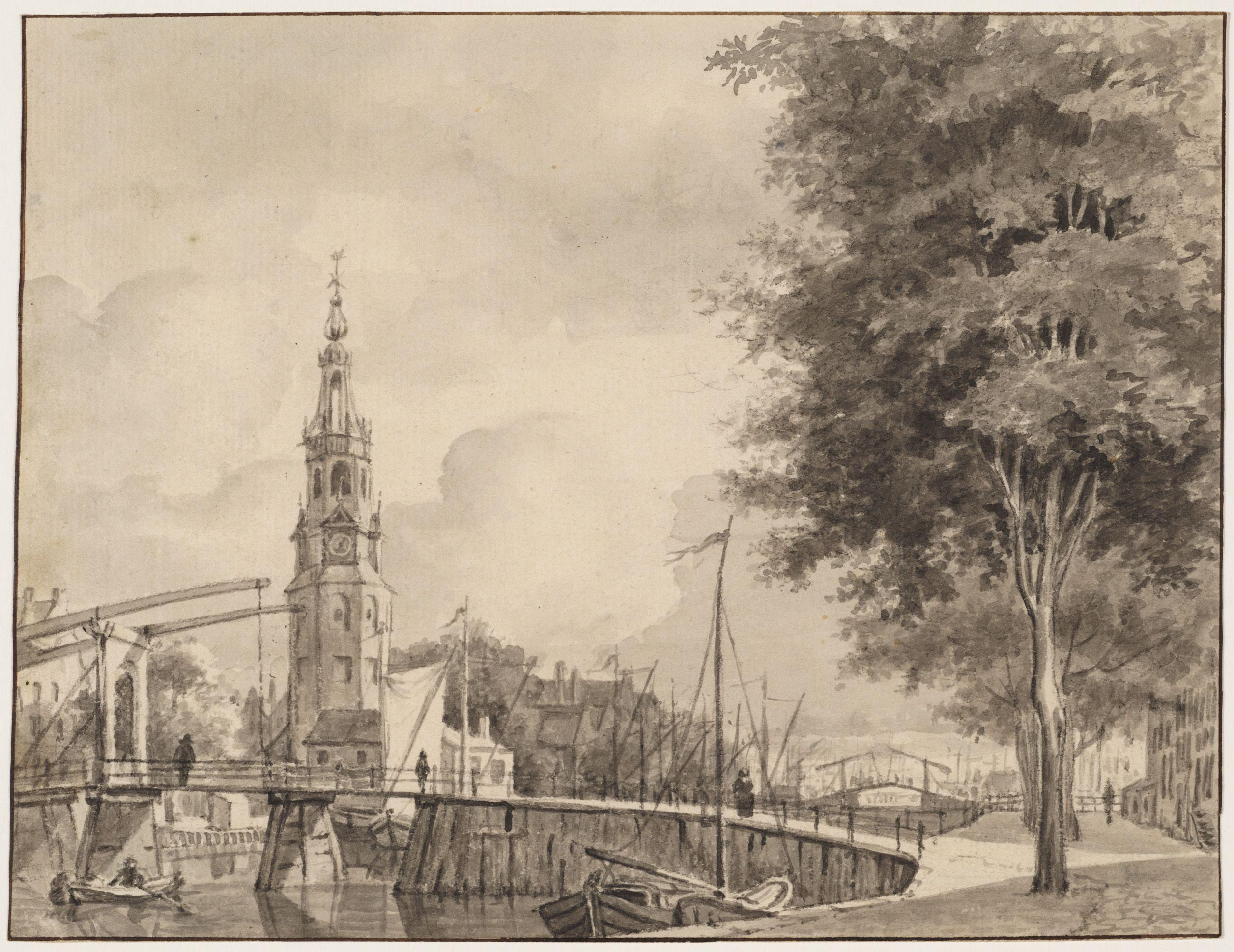
Oudeschans, 1824